# فلاديتا جيروتيتش
فلاديتا جيروتيتش (بالصربية: Владета Јеротић)‏‏ (2 أغسطس 1924 - 4 سبتمبر 2018) هو طبيب نفس وأعصاب ومعالج نفسي ومؤلف صربي، وهو مسيحي مُتدين، يتطرق في أعماله إلى موضوعات اللاهوتية والتحقيق في العلاقات بين البشر والإله والحُب. كان يعمل محاضرًا مُثمرًا واسعَ المعرفة، وهو عضو في الأكاديمية الصربية للعلوم والفنون.